# Michał Szpak
Michał Szpak (Jasło, Polonia, 26 de noviembre de 1990) es un cantante y compositor polaco de género pop, rock, balada y ópera rock. Saltó a la fama tras participar y quedar finalista en la primera edición de la versión polaca del concurso de talentos The X Factor en junio de 2011. Representó a Polonia en el Festival de la Canción de Eurovisión 2016 con el tema Color of your life.

## Biografía
En 2011 participa en la primera edición de  The X Factor  emitida por la cadena polaca TVN. En el programa consigue la segunda posición y una gran popularidad. Posteriormente participa en la 13.ª edición de Taniec z gwiazdami, la versión polaca de Bailando con las estrellas, donde junto a la bailarina profesional Paulina Biernat consigue el quinto puesto.
Ese mismo año debuta con un EP de cinco canciones publicado por Universal Music Group bajo el título XI. De este trabajo se desprenden los sencillos Po Nieblo y Rewolucja.
En 2015 con Sony Music edita su primer álbum bajo el título Byle być sobą. Del trabajo se extraen los temas Real Hero, Byle być sobą y Such is Life como primer, segundo y tercer sencillo, respectivamente.
Tras ganar la selección nacional Krajowe Eliminacje, el 5 de marzo de 2016 se convirtió en el representante de Polonia en el Festival de la Canción de Eurovisión 2016, interpretando Color of your life, cuarto sencillo del álbum Byle być sobą.
En la Gran Final del Festival de la Canción de Eurovisión 2016 celebrada el 14 de mayo de 2016 en la ciudad de Estocolmo consiguió la octava posición con 229 puntos: 222 del televoto y solo 7 del jurado.
Rosanna y Tic Tac Clock aparecerán posteriormente como quinto y sexto sencillo del álbum Byle być sobą.
En septiembre de 2017 debuta como jurado en la octava edición del talent show The Voice of Poland emitido por TVP2. Durante el programa estrena Don't poison your heart, primer sencillo de su siguiente álbum de estudio: Dreamer.
Dreamer se edita el 7 de septiembre de 2018. La edición especial incluye seis temas grabados en concierto y un tema instrumental. De este trabajo se desprenden hasta el momento King of the Season y Rainbow como segundo y tercer sencillo. 
Actualmente repite como jurado en la novena edición del talent show The Voice of Poland.

## Discografía

### Álbumes
| Título        | Detalles | Posiciones máximas | Certificaciones   | Ventas        |
| Título        | Detalles | POL                | Certificaciones   | Ventas        |
| ------------- | --- | ------------------ | ----------------- | ------------- |
| Byle być sobą | - Lanzamiento: 13 de noviembre de 2015 - Discográfica: Sony Music Entertainment Poland - Formato: Descarga digital, CD | 1                  | - ZPAV: 2×Platino | - POL: 60,000 |
| Dreamer       | - Lanzamiento: 7 de septiembre de 2018 - Discográfica: Sony Music Entertainment Poland - Formato: Descarga digital, CD | 1                  |                   |               |

### EP
| Título | Detalles                                                                                               |
| ------ | --- |
| XI     | - Lanzamiento: 13 de diciembre de 2011 - Discográfica: Universal Music - Formato: Descarga digital, CD |

### Singles
| Título                                                                        | Año  | Posiciones máximas | Posiciones máximas | Posiciones máximas | Certificaciones  | Ventas         | Álbum         |
| Título                                                                        | Año  | POL                | AUT                | FRA                | Certificaciones  | Ventas         | Álbum         |
| ----------------------------------------------------------------------------- | ---- | ------------------ | ------------------ | ------------------ | ---------------- | -------------- | ------------- |
| "Po niebo"                                                                    | 2011 | —                  | —                  | —                  |                  |                | XI            |
| "Rewolucja"                                                                   | 2011 | —                  | —                  | —                  |                  |                | XI            |
| "Jesteś bohaterem/Real Hero"                                                  | 2015 | —                  | —                  | —                  | - ZPAV: Oro      | - POL: 10,000  | Byle być sobą |
| "Byle być sobą"                                                               | 2015 | —                  | —                  | —                  |                  |                | Byle być sobą |
| "Such Is Life"                                                                | 2015 | —                  | —                  | —                  |                  |                | Byle być sobą |
| "Color of Your Life"                                                          | 2016 | 34                 | 66                 | 156                | - ZPAV: Diamante | - POL: 100,000 | Byle być sobą |
| "Rosanna"                                                                     | 2016 | —                  | —                  | —                  |                  |                | Byle być sobą |
| "Tic Tac Clock"                                                               | 2017 | —                  | —                  | —                  |                  |                | Byle być sobą |
| "Don't Poison Your Heart"                                                     | 2017 | 35                 | —                  | —                  |                  |                | Dreamer       |
| "King of the Season"                                                          | 2018 | —                  | —                  | —                  |                  |                | Dreamer       |
| "Rainbow"                                                                     | 2018 | —                  | —                  | —                  |                  |                | Dreamer       |
| "—" indica que el sencillo no entró en listas o no fue lanzado en dicho país. |      |                    |                    |                    |                  |                |               |

## Tours
- XI Tour (2012)
- Color Of Your Life Tour (2016–2017)
- Classica Tour (2018)[13]